# Энтомологический жир
Энтомологический жир — продукт, получаемый из личинок насекомых, главным образом мух чёрной львинки. В октябре 2023 года российское правительство признало разведение мухи чёрная львинка особым видом сельскохозяйственной деятельности.

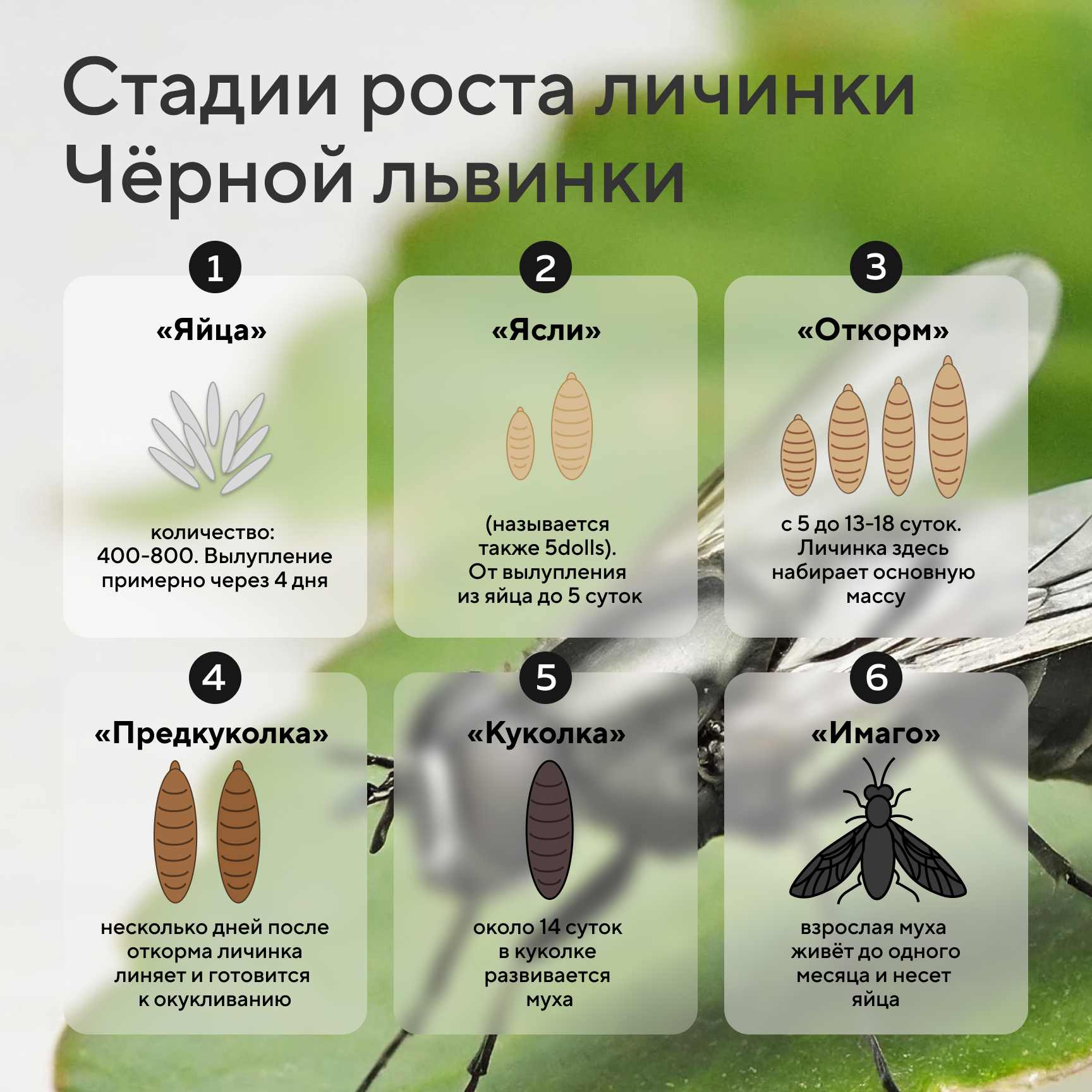
Стадии роста личинки Черной львинки. Энтологический жир (энтожир) получают из личинок мухи.

## Технология получения
Энтологический жир (энтожир) получают в основном из личинок мухи под названием чёрная львинка. Взрослые особи помещаются в инсектарий, где они начинают размножаться, после чего из яиц появляются личинки, которые помещаются в ящики с питательной средой.
Личинки много едят и очень быстро растут — за 14-16 дней масса их увеличивается примерно в 15 тысяч раз: из микроскопических существ они превращаются в организм длиной около 2 см.
После того, как личинки наберут необходимую массу, их отделяют от гумуса, собирают, моют и сушат в производственных микроволновых печах, чтобы они сохраняли полезные свойства и не подгорели.
После этого сырье пропускают через пресс и получают энтомологический жир.

## Характеристика продукта
- Состав жирных кислот: Каприновая кислота — 1,1 %, Лауриновая кислота[5] — 46,7 %, Миристиновая кислота — 7,8 %, Миристолеиновая кислота — 0,2 %, Пентадекановая кислота — 0,1 %, Пальмитиновая кислота — 10,6 %, Пальмитолеиновая кислота — 2,2 %, Стеариновая кислота — 1,8 %, Олеиновая кислота — 16 %, Линолиевая кислота — 11,2 %, Линоленовая кислота — 1,6 %[источник не указан 141 день].
- Температура плавления: 400 С
- Запах: специфический, не резкий, ореховый, слабовыраженный
- Цвет: от песочного до коричневого.
- Показатели безопасности:	Нетоксично
- Анаэробы — отсутствуют
- Salmonella — отсутствуют
- Escherichia coli — отсутствуют
- Proteus — отсутствуют
- Общее количество жирных кислот: насыщенные жирные кислоты — 68,3 %, мононенасыщенные жирные кислоты — 18,9 %, полиненасыщенные жирные кислоты — 12,8 %
- Содержит природный антиоксидант — меланин
- Температура хранения жира от −10 до +22

## Преимущества
- Не нужны большие сельскохозяйственные площади (инсектарий занимает одну небольшую комнату)
- Требуется минимальное кол-во воды.
- Малый временной цикл производства.
- Низкий показатель выбросов CO2.

## Применение

### Прикорм для сельскохозяйственных животных
Энтомологический жир используется в качестве кормовой добавки для обогащения рационов сельскохозяйственных животных и птиц. Он не токсичен, его применение не влияет на морфологические и биохимические показатели крови млекопитающих, не вызывает негативных изменений в их состоянии и поведении.

### Продукты питания для людей
Жир мухи Чёрная львинка используется в пищевой промышленности. Питательную ценность представляют личинки мухи, которые являются уникальным источником природного белка и жира;.
По мнению специалиста по потребительскому поведению профессора Томаса Бруннера производство еды из насекомых имеет большие перспективы, но для их реализации потребуется время.

### В фармацевтике и медицине
Жир личинки чёрной львинки находит применение в фармацевтике и медицине. Обладает противовоспалительными свойствами, способствует заживлению ожогов, ран и рубцов, снимает раздражения и зуд. Облегчает симптомы гастрита и язвы желудка, атопии и псориаза.

### В косметике
Энтомологический жир используют в косметике как альтернативу растительным маслам: кокоса, авокадо, масло ши.
Применение этого жира улучшает упругость и эластичность кожи, защищает от вредного воздействия окружающей среды, стимулирует процессы регенерации клеток, помогает уменьшить видимость морщин и признаков старения.